# Élevage des chevaux dans la campagne d'automne
Élevage des chevaux dans la campagne d'automne est une peinture représentant des chevaux avec leurs palefreniers au bord d'un lac, réalisée à l'encre de Chine et couleurs sur rouleau de soie par l'artiste Chinois Zhao Mengfu. Elle est conservée au Musée du Palais, à Pékin.

## Contexte
La peinture est datée à novembre 1312. Elle fut réalisée par Zhao Mengfu durant son séjour dans le Wuxing, dans sa région d'origine, le mois précédent l’érection d'un monument honorant ses ancêtres. Elle peut être considérée comme une preuve visuelle de cet honneur rendu à sa famille. C'est aussi une célébration des nouveaux dirigeants de la dynastie Yuan.

## Description
Le rouleau de soie mesure 23,6 × 59 cm, et est peint à l'encre de Chine rehaussée de couleurs. On peut y voir sur la droite l'inscription (de droite à gauche) : 清泉坰牧.

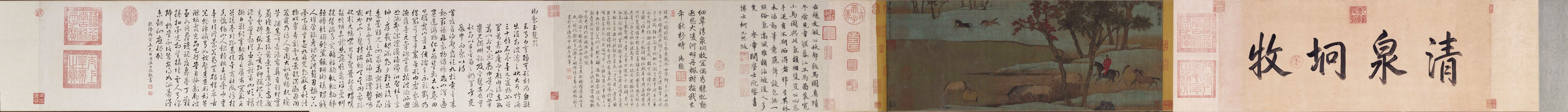
Le rouleau en entier.

Il représente un grand champ campagnard au bord d'un lac, en automne. Dans la partie droite, un palefrenier moustachu mène un groupe de chevaux vers le bord du lac. Le regard que ce dernier jette derrière lui laisse à penser que son groupe de chevaux est plus important que les sept chevaux et les deux poulains visibles sur la peinture. Le palefrenier et les chevaux sont représentés en mouvements. Les deux chevaux à la tête du groupe ont stoppé leur avancée : l'un boit, l'autre regarde derrière lui. L'eau apparaît très calme. Dans la partie droite, au premier plan, apparaissent deux arbres, dont l'un est un conifère, peut-être un pin. L'autre, qui pourrait être un érable, a des feuilles rousses, typiques de l'automne. Cette couleur rappelle la robe rouge du palefrenier.

## Analyse
D'après la classification de Liu Longteng, cette peinture appartient à la catégorie des « personnages et chevaux » dépeints par Zhao Mengfu, avec Homme montant un cheval, Cheval et Palefrenier, et par extension toute la série Les Trois Chevaux. Le palefrenier de cette peinture pourrait être un autoportrait.

## Parcours de la peinture
Cette œuvre est conservée au Musée du Palais, à Pékin,.